# Ultimàtum
L'ultimàtum (del llatí, última cosa) és una comunicació (escrita o oral) que un estat sobirà dirigeix a un altre exigint-li una determinada conducta i amenaçant-li amb l'adopció de determinades mesures si la seva demanda no és atesa, generalment, abans d'un termini determinat.